# 30e parallèle sud
Pour les articles homonymes, voir 30e parallèle.
En géographie, le 30e parallèle sud est le parallèle joignant les points de la surface de la Terre dont la latitude est égale à 30° sud

## Géographie

### Dimensions
Dans le système géodésique WGS 84, au niveau de 30° de latitude sud, un degré de longitude équivaut à 96,486 km ; la longueur totale du parallèle est donc de 34 735 km, soit environ 87 % de celle de l'équateur. Il en est distant de 3 320 km et du pôle Sud de 6 682 km,.

### Régions traversées
Le 30e parallèle sud passe au-dessus des océans sur environ 80 % de sa longueur.
Le tableau ci-dessous résume les différentes zones traversées par le parallèle, d'ouest en est :
| Zone             | Début                 | Fin                   | Longueur (km) |
| ---------------- | --------------------- | --------------------- | ------------- |
| Océan Atlantique | 30° 00′ S, 50° 08′ O  | 30° 00′ S, 17° 10′ E  | 6 494         |
| Afrique          | 30° 00′ S, 17° 10′ E  | 30° 00′ S, 30° 57′ E  | 1 330         |
| Océan Indien     | 30° 00′ S, 30° 57′ E  | 30° 00′ S, 114° 58′ E | 8 106         |
| Australie        | 30° 00′ S, 114° 58′ E | 30° 00′ S, 153° 13′ E | 3 691         |
| Océan Pacifique  | 30° 00′ S, 153° 13′ E | 30° 00′ S, 71° 25′ O  | 13 061        |
| Amérique         | 30° 00′ S, 71° 25′ O  | 30° 00′ S, 50° 08′ O  | 2 054         |

## Villes
Les principales villes situées à moins d'un demi-degré de part et d'autre du parallèle sont :
- Afrique du Sud : Durban
- Brésil : Porto Alegre